# Санньяса
Санньяса, (деванагарі:संन्यास) (sannyāsa — зречення) — в індуїзмі етап життя, який характеризується відмовою від матеріального життя і зосередженням на духовному. Людина на етапі санньяси називається санньясі, або санньясин.

## Стиль життя і мета
Санньясини відмовляються від майна і стають мандрівними-ченцями, живуть з подаянь, безперервно займаючись духовною практикою, яка залежить від конкретної традиції і божества-покровителя окремого практиканта. Їхнім завданням є провадити місіонерську діяльність. Санньясі не спілкуються з жінками і ходять в шафрановій (помаранчевій) одежі. Санньясинами стають чоловіки, які були одружені і виховали дітей.
Мета санньясина — мокша (звільнення): для Бгакті мокша реалізується за допомогою відданого служіння божеству, для йога — досягненням самадгі, для адвайти — подоланням затьмареності свідомості, відмова від неуцтва і єднання з Брахманом.